# 赵春 (1955年)
赵春（1955年4月—），男，山西临汾人，中华人民共和国政治人物。中央财政金融学院财政系财政专业毕业，经济学学士。第十二届全国人民代表大会甘肃地区代表。

## 生平
1973年10月参加工作，为甘肃省兰州市红古区插队知青；后历任甘肃省兰州市红古区民政局干事，甘肃省兰州科学院地质所干事。1979年，入中央财政金融学院财政系财政专业学习。毕业后分配到甘肃省财政厅，历任行财处干事、副处长，预算处处长，农财处处长等职。1987年6月加入中国共产党。1996年，任甘肃省天水市副市长。1998年，任甘肃省财政厅副厅长、党组成员。2001年8月转任甘肃省天水市委副书记、代市长，次年3月转正。2005年1月，升任中共天水市委书记，次年3月兼任市人大常委会主任。2007年5月，出任甘肃省人民政府秘书长、省政府党组成员，省政府办公厅党组书记；2008年3月，任甘肃省发展和改革委员会主任、党组书记。2013年，担任全国人大代表。2015年1月，当选为甘肃省第十二届人民代表大会民族侨务委员会副主任委员。